# Брамт
Брамт (нід. Braamt) — село в нідерландській провінції Гелдерланд. Входить до муніципалітету Монтферланд.
Його площа становить 8,19км², а населення станом на 2021 рік складало 1 560 осіб.
Перша згадка про населений пункт датується 1241 роком.

## Галерея

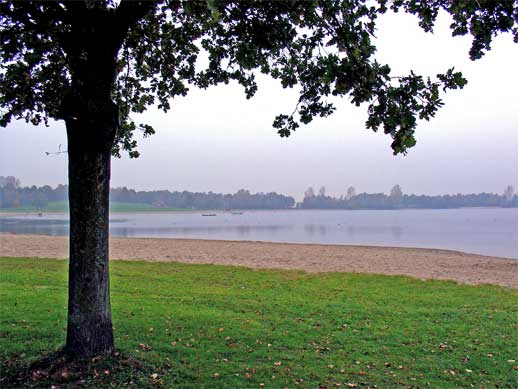
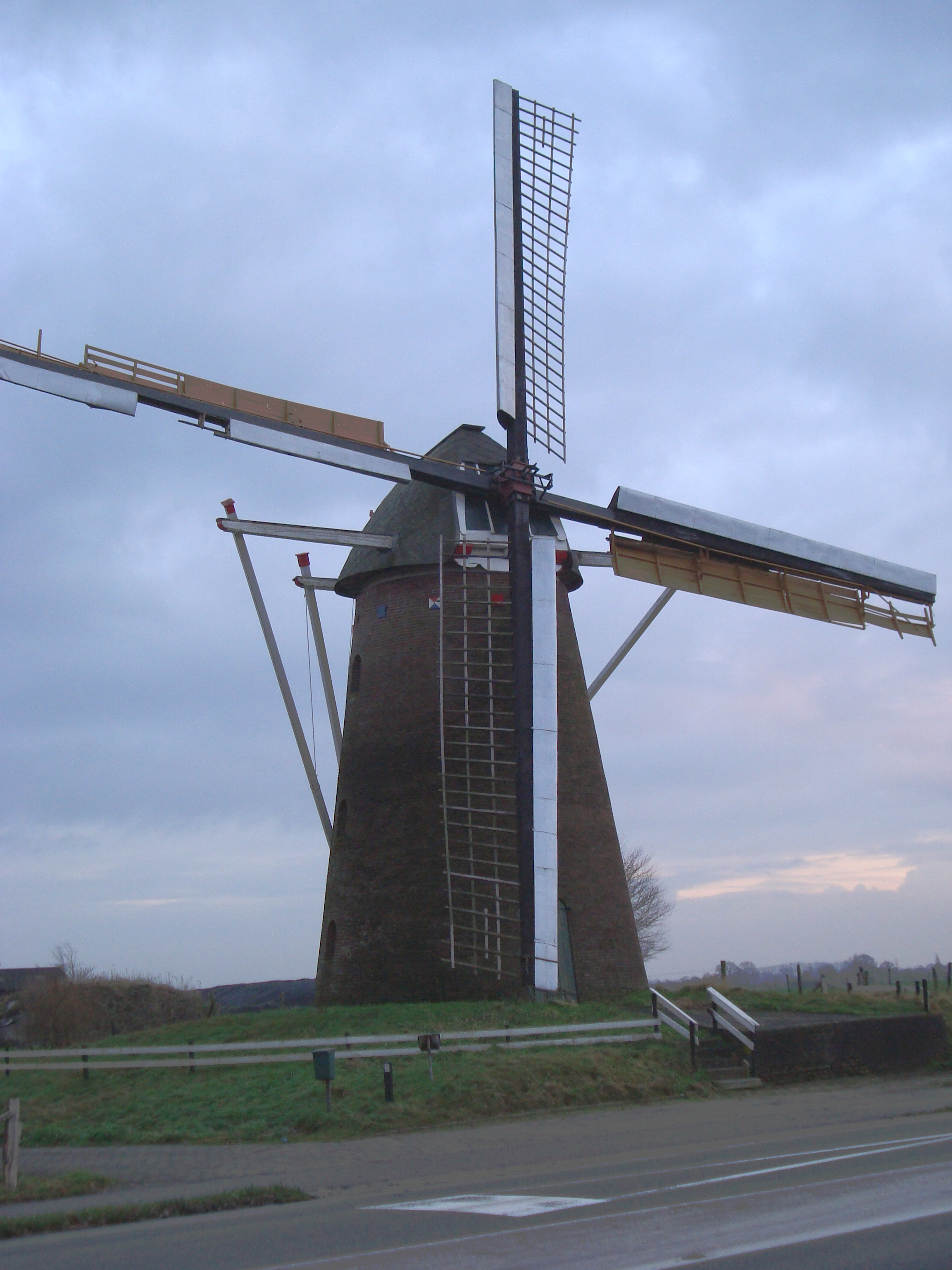
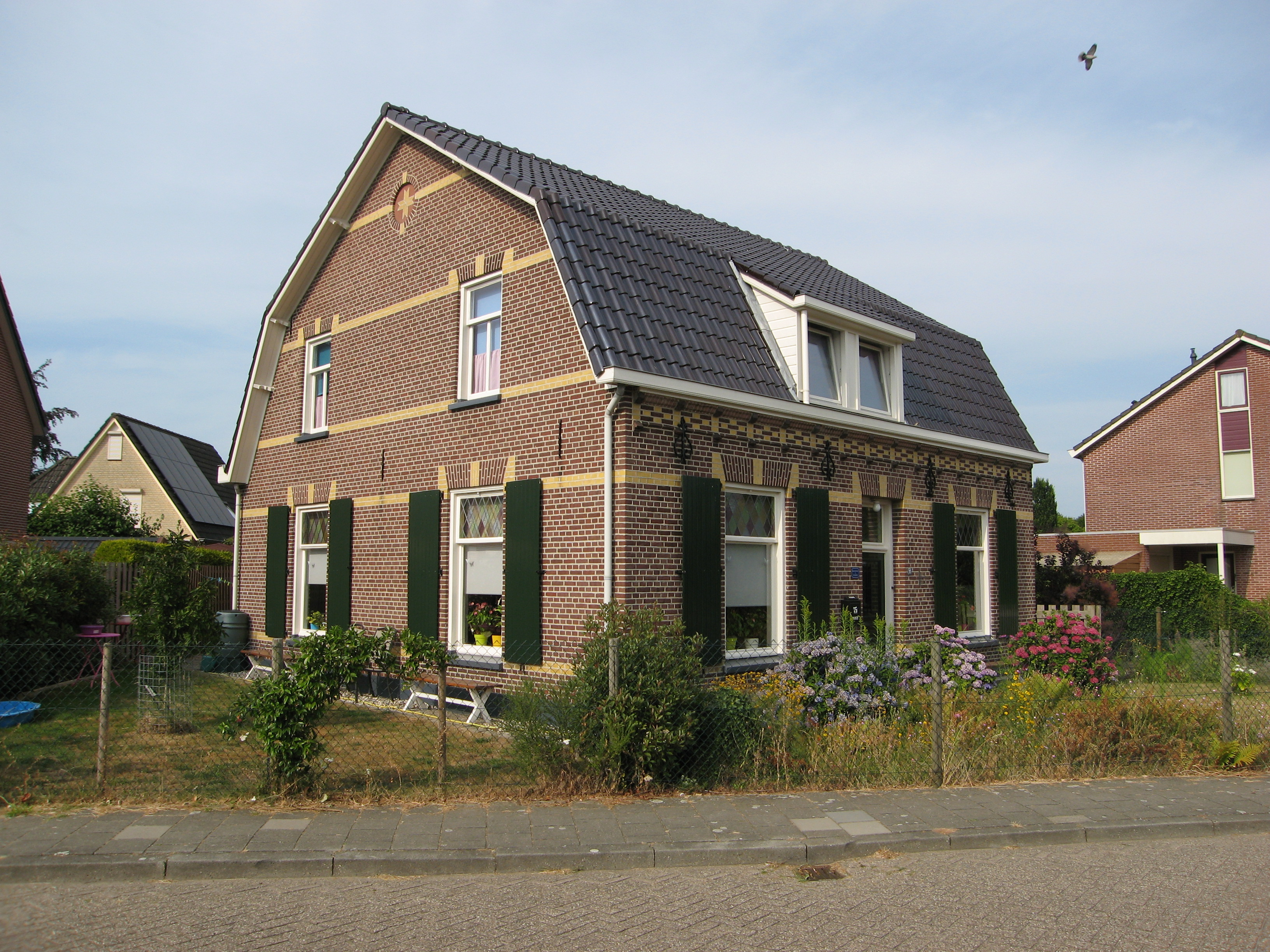